# Lena Sanders
Lena Sanders, née en 1955, est une géographe franco-suédoise. Ses travaux portent principalement sur la dynamique des systèmes de villes. De 1984 à 1986, elle est maîtresse de conférence à l'Université Paris VII, puis chercheuse au CNRS (1986-1996) et membre du laboratoire Géographie-cités (CNRS-Université Paris 1-Université Paris VII-EHESS). De 1996 à 2021, elle est directrice de recherche au CNRS.

## Formation
Lena Sanders a une double formation en statistiques et en géographie. Elle obtient une maîtrise de Sciences Mathématiques à l'Université Paris VII et une maîtrise de Géographie à l'Université Paris VII en 1979. En 1980, elle diplômée d'un DEA de Statistiques à l'Université Paris VI et de statistique à l'Institut de Statistiques des Universités de Paris (ISUP) à l'Université Paris VI.
En 1984, elle soutient une thèse de géographie intitulée « Interaction spatiale et modélisation dynamique. Une application au système intra-urbain » sous la direction de François Durand-Dastès à l'Université Paris VII.

## Recherches
Les travaux de Lena Sanders ont principalement porté sur la dynamique des systèmes de villes et les recompositions des espaces métropolitains, en s’appuyant sur les méthodes de l’analyse spatiale et le cadre théorique de la modélisation des systèmes complexes. Ses recherches étaient largement interdisciplinaires : elle a notamment collaboré avec des historiens et des archéologues dans le cadre du programme « Archaeomedes ».
Lena Sanders a aussi publié plusieurs articles sur les pays nordiques, en particulier sur les questions d'intégration et de politiques régionales.

## Activités administratives et éditoriales
- Directrice de l’UMR 8504 Géographie-cités (CNRS-Université Paris 1-Université Paris VII) de 2006 à 2009.
- Directrice de l’UMR 8504 Géographie-cités (CNRS-Université Paris 1-Université Paris VII-ENS LSH) de 2000 à 2005.
- Directrice-Adjointe de l’UMR 8504 Géographie-cités (CNRS-Université Paris 1-Université Paris VII-ENS Lettres et Sciences Humaines) de 1998 à 2000.
- Directrice-Adjointe de l’URA 1243 PARIS (CNRS-Université Paris 1) de 1992 à 1998.
- Elle fait partie du comité de rédaction de la revue L'Espace géographique.

## Publications

### Livres
- Villes et Auto-organisation, Economica, 1989 (avec Denise Pumain et Thérèse Saint-Julien)  (ISBN 9782717816358)
- Analyse statistique des données en géographie, GIP Reclus 1990  (ISBN 9782869120280)
- Système de villes et synergétique, Economica-Anthropos, 1992  (ISBN 9782717823257)
- Des oppida aux métropoles, Anthropos, 1998  (ISBN 9782717835731)
- Modèles en analyse spatiale (coord.), Hermès-Lavoisier, 2001  (ISBN 9782746203204)
- Models in Spatial Analysis (coord.), London, ISTE, 2007  (ISBN 9781905209095)
- Objets géographiques et processus de changement: approches spatio-temporelles, (avec Hélène Mathian) London, ISTE, 2014  (ISBN 9781784050313)
- Peupler la terre : De la préhistoire à l'ère des métropoles, (dir.), Presses universitaires François Rabelais, 2017  (ISBN 9782869064942)
- Le temps long du peuplement : Concepts et mots-clés, (dir. avec Anne Bretagnolle, Patrice Brun et Marie-Vic Ozouf-Marignier) Presses universitaires François Rabelais, 2020 (ISBN 9782869067516)

### Articles
- « Les modèles agents en géographie : différents courants », Théo Quant, 27 janvier 2005, Besançon à télécharger en pdf
- « Le choix des Nordiques face à l’Europe : pourquoi de telles disparités interrégionales ? », Mappemonde, 4/1997 à télécharger en pdf
- « Modélisation dynamique et système d’information géographique », Mappemonde, 4/1993 (avec Hélène Mathian) à télécharger en pdf

- « Ontology, a mediator for Agent-Based Modeling in Social Science » (avec Pierre Livet, Jean Pierre Müller et Denis Phan), The Journal of Artificial Societies and Social Simulation, vol. 13, issue 1/2010 [lire en ligne]

Voir également d'autres articles mis en ligne sur le site HAL-SHS.

## Distinctions
- 1995 : Médaille de bronze du CNRS
- 2005 : Médaille d'argent du CNRS[2]